# Beaucarnea sanctomariana
Beaucarnea sanctomariana är en sparrisväxtart som beskrevs av L.Hern. Beaucarnea sanctomariana ingår i släktet Beaucarnea och familjen sparrisväxter. Inga underarter finns listade i Catalogue of Life.